# Orontes III
Orontes o Ervand III (en armeni Երվանդ Գ ; mort cap a 260 aC) va ser sàtrapa d'Armènia del 316 al 260 aC.

## Hipòtesis
Diodor de Sicília evoca el 316 aC un tal « Ardoates o Artaontes » que, recomanant-se de l'amistat del general macedoni Peucestes, hauria estar restablert al govern d'Armènia pels diàdocs, i que René Grousset identifica amb Orontes II. Per Marie-Louise Chaumont i Giusto Traina, es tracta igualment «del mateix sens dubte» que havia combatut a la batalla de Gaugamela. Pel que fa a Nina Garsoïan, no ho accepta.
Sempre segons Diodor de Sicília, cap al 301 aC, «Aroantes rei dels armenis» va donar el seu suport a Ariarates II per reconquerir la Capadòcia al general macedoni Amiertes.
Cyril Toumanoff estima que es tracta en els dos casos d'Orontes III, possible fill (?) i successor de Mitrenes, que hauria acabat el seu regnat vers el 317 aC. Orontes III hauria mort cap a 260/270 aC, data massa tardana per Orontes II, que hauria mort a batalla de Gaugamela.

## Posteritat
Orontes III va tenir com a successor al seu possible fill (?) Sames d'Armènia.